# Årets ledare
Årets ledare är ett pris som delas ut av tidningen Affärsvärlden till årets mest framstående ledare inom näringsliv, institutioner och myndigheter. Det har delats ut sedan 1984. Priset delas ut i enlighet med åtta kriterier som bland annat omfattar medarbetarmotivering, förändring, påvisbara förbättringar under bra och dåliga år och beständighet.

## Mottagare
- 1984: Marcus Storch, AGA
- 1985: Anders Lindström, Bahco
- 1986: Bengt Eskilson, Esab
- 1987: Ingvar Eriksson, Scania
- 1988: Stefan Persson, H&M
- 1989: Allan Larsson, AMS
- 1990: Bernt Magnusson, Nordstjernan AB
- 1991: Christina Jutterström, Dagens Nyheter
- 1992: Berthold Lindqvist, Gambro
- 1993: Christer Agell, Amkor Group
- 1994: Nils-Erik Johansson, Hemköp
- 1995: Maria Lilja, Nyman & Schultz
- 1996: Thord Wilkne och Hans Mellström, WM-data
- 1997: Salvatore Grimaldi, Monark
- 1998: Carl-Henric Svanberg, Assa Abloy
- 1999: Sven Landelius, Peter Lundhus, Teddy Jacobsen, Öresundskonsortiet
- 2000: Roland Nilsson, Scandic Hotels
- 2001: Ingrid Dahlberg, Dramaten
- 2002: Staffan Jufors, Volvo Penta
- 2003: Lars-Johan Jarnheimer, Tele 2
- 2004: Fredrik Cappelen, Nobia
- 2005: Ola Rollén, Hexagon
- 2006: Gunnar Asp, Comhem
- 2007: Lars Renström, Alfa Laval
- 2008: Carin Götblad, Stockholmspolisen
- 2009: Eva Hamilton, SVT
- 2010: Olof Faxander, SSAB
- 2011: Johan Malmquist, Getinge
- 2012: Pär Boman, Handelsbanken
- 2013: Tom Johnstone, SKF
- 2014: Georg Brunstam, Hexpol
- 2015: Barbro Fridén, Sahlgrenska
- 2016: Jonas Wiström, ÅF
- 2017: Kai Wärn, Husqvarna
- 2018: Martin Lundstedt, Volvo Group
- 2019: Björn Rosengren, Sandvik
- 2020: Mia Brunell Livfors, Axel Johnsongruppen
- 2021: Börje Ekholm, Ericsson
- 2022: Johan Torgeby, SEB
- 2023: Helena Hedblom, Epiroc
- 2024: Peter Nilsson, Trelleborg